# Phylactophallus canceripes
Phylactophallus canceripes är en mångfotingart som beskrevs av Loomis 1972. Phylactophallus canceripes ingår i släktet Phylactophallus och familjen Chelodesmidae. Inga underarter finns listade i Catalogue of Life.